# Pedro Urbina Montoya
Pedro Urbina Montoya, OFM ou Pedro de Urbina y Montoya (12 de agosto de 1585 - 6 de fevereiro de 1663) foi um prelado católico romano que serviu como arcebispo de Sevilha de 1658 a 1663, arcebispo de Valência de 1648 a 1658 e bispo de Coria de 1644 a 1648.

## Sucessão episcopal
Enquanto bispo, foi o consagrador principal de:
- Luis Crespi y Borja, Bispo de Orihuela (1652);

e co-consagrante principal de:
- Juan Juániz de Echalar, Bispo de Mondoñedo (1645);
- Domenico Blanditi, Bispo de Umbriatico (1650);
- Tommaso Lolli, Bispo Titular de Cirene (1650); e
- Giovanni Gerini, Bispo de Volterra (1650).